# Stigmella aeneofasciella
Espèce
Stigmella aeneofasciella est une espèce de lépidoptères (papillons) de la famille des Nepticulidae, de la sous-famille des Nepticulinae. Elle se trouve dans toute l'Europe, excepté dans la péninsule Ibérique, dans la péninsule des Balkans et dans les îles de la Méditerranée.
Les chenilles se nourrissent sur les plantes Agrimonia eupatoria, Fragaria vesca, Potentilla anserina, Potentilla erecta et Potentilla reptans. Elles minent les feuilles de leur plante hôte.